# Stora Wäsby (rastplats)

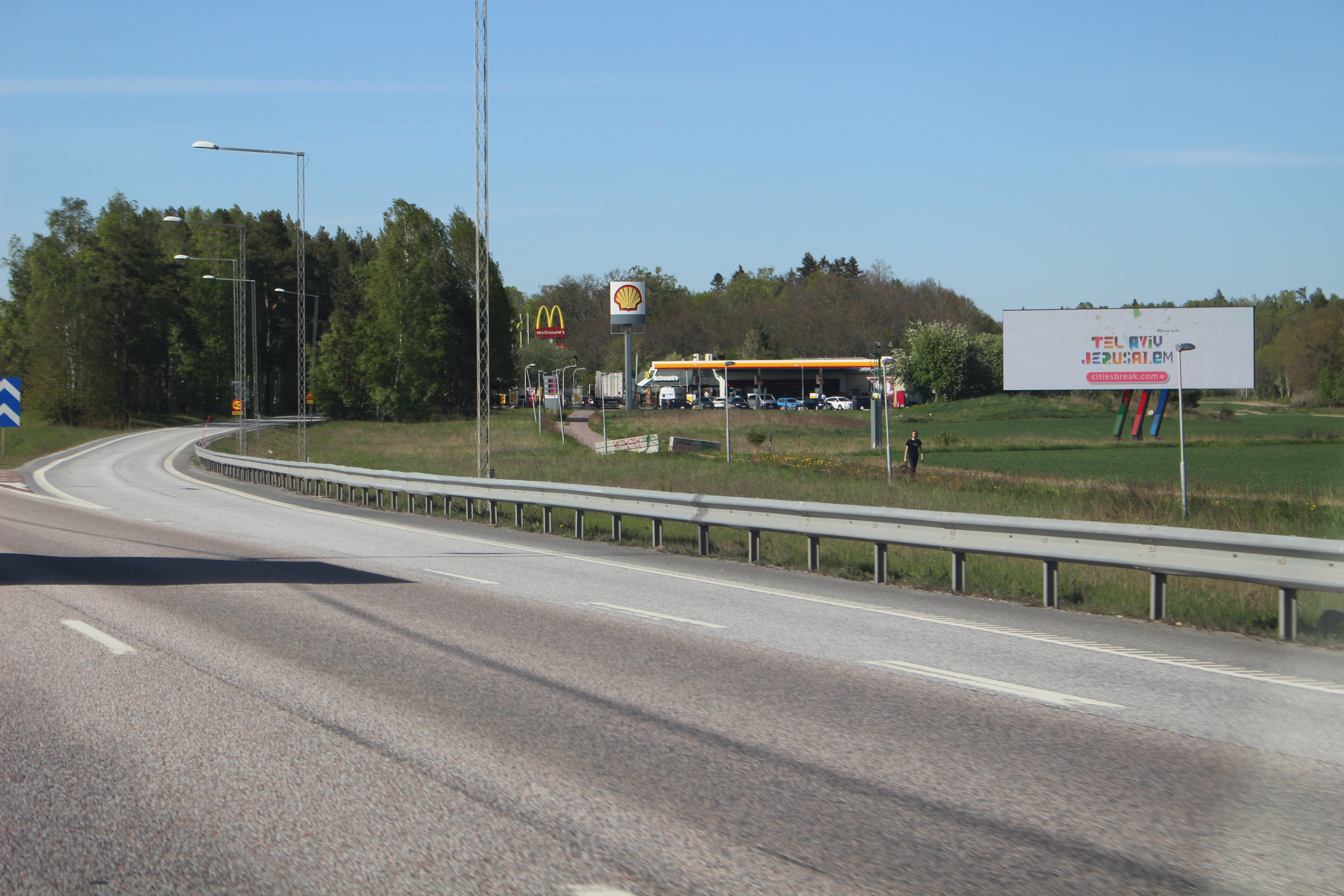
Stora Wäsby rastplats i norrgående riktning.

Stora Wäsby är en rastplats, belägen på båda sidor av motorvägen på E4 strax norr om Upplands Väsby. På rastplatsen finns bensinstation (Shell) och hamburgerrestaurang (McDonald’s), en på varje sida. Det finns också informationstavlor för turistinformation för trakten. Denna rastplats byggdes 1994 medan motorvägen är betydligt äldre. Den är utformad som en motorvägsavfart men trafikanter som färdas söderut och besöker rastplatsen måste sedan fortsätta söderut och vice versa. Även gångförbindelse mellan östra och västra sidan saknas.
Normalt brukar inte rastplatser av detta slag vara försedda med avfartsnummer då de inte leder vidare men just denna rastplats har faktiskt ett avfartsnummer vilket är ganska unikt. Avfartsnumret är 177.
I juni 2022 utsåg M Sverige, tidigare Motormännen, Stora Wäsby till Stockholms läns finaste rastplats. Totalt 300 rastplatser i hela Sverige har bedömts av vägombud utifrån tillgänglighet, trygghet, utrustning och skötsel.